# Paul Mayrhofer
Paul Heinz Mayrhofer (* 5. August 1972 in Oberpullendorf) ist Universitätsprofessor für Werkstoffwissenschaft an der Technischen Universität Wien.
Paul Mayrhofer studierte Werkstoffwissenschaften an der Montanuniversität Leoben. Nach der Promotion 2001 an der Montanuniversität Leoben (in Zusammenarbeit mit der Westböhmischen Universität in Pilsen, CZ) mit der Arbeit Nanocrystalline Hard Coatings arbeitete er als Universitätsassistent an der Montanuniversität Leoben und Post-Doc am Center for Microanalysis of Materials und der University of Illinois at Urbana-Champaign, USA. Von Jänner 2005 bis Juli 2006 verbrachte er sein Erwin-Schrödinger-Auslandsstipendium am Lehrstuhl Materials Chemistry der RWTH Aachen und der Abteilung Thin Film Physics der Universität Linköping. An der Montanuniversität Leoben erfolgte 2005 die Habilitation über das Thema Nanostructural Design of Hard Thin Films. 2012 erfolgte seine Berufung auf die Professur Werkstoffwissenschaft an der Technischen Universität Wien. 2013 wurde er in die Junge Akademie und 2022 als korrespondierendes Mitglied der mathematisch-naturwissenschaftlichen Klasse im Inland der Österreichischen Akademie der Wissenschaften aufgenommen.

## Auszeichnungen (Auszug)
- 2003: Josef-Krainer-Förderungspreis des Josef Krainer-Steirischen Gedenkwerkes[2]
- 2004: Erwin-Schrödinger-Stipendium des Fonds zur Förderung der wissenschaftlichen Forschung (FWF)
- 2006: Theodor-Körner-Preis
- 2007: START Preis des Fonds zur Förderung der wissenschaftlichen Forschung (FWF)
- 2009: Josef-Krainer-Würdigungspreis des Josef Krainer-Steirischen Gedenkwerkes[3]
- 2010: Houskapreis (1. Platz)
- 2018: Fellow of AVS der American Vacuum Society
- 2023: Bill Sproul Award der American Vacuum Society